# 臺東縣池上鄉福原國民小學

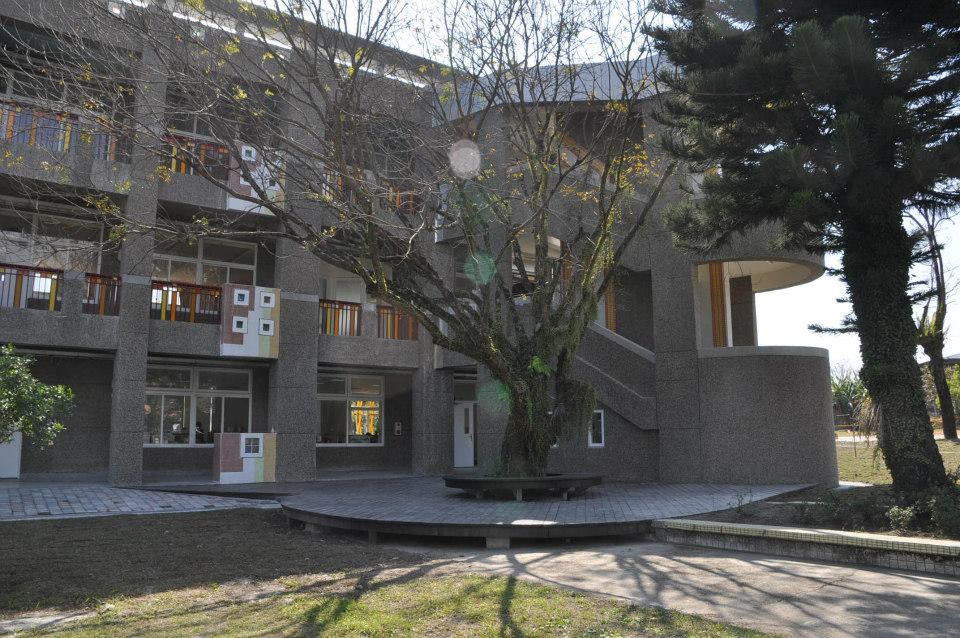
福原國小一隅

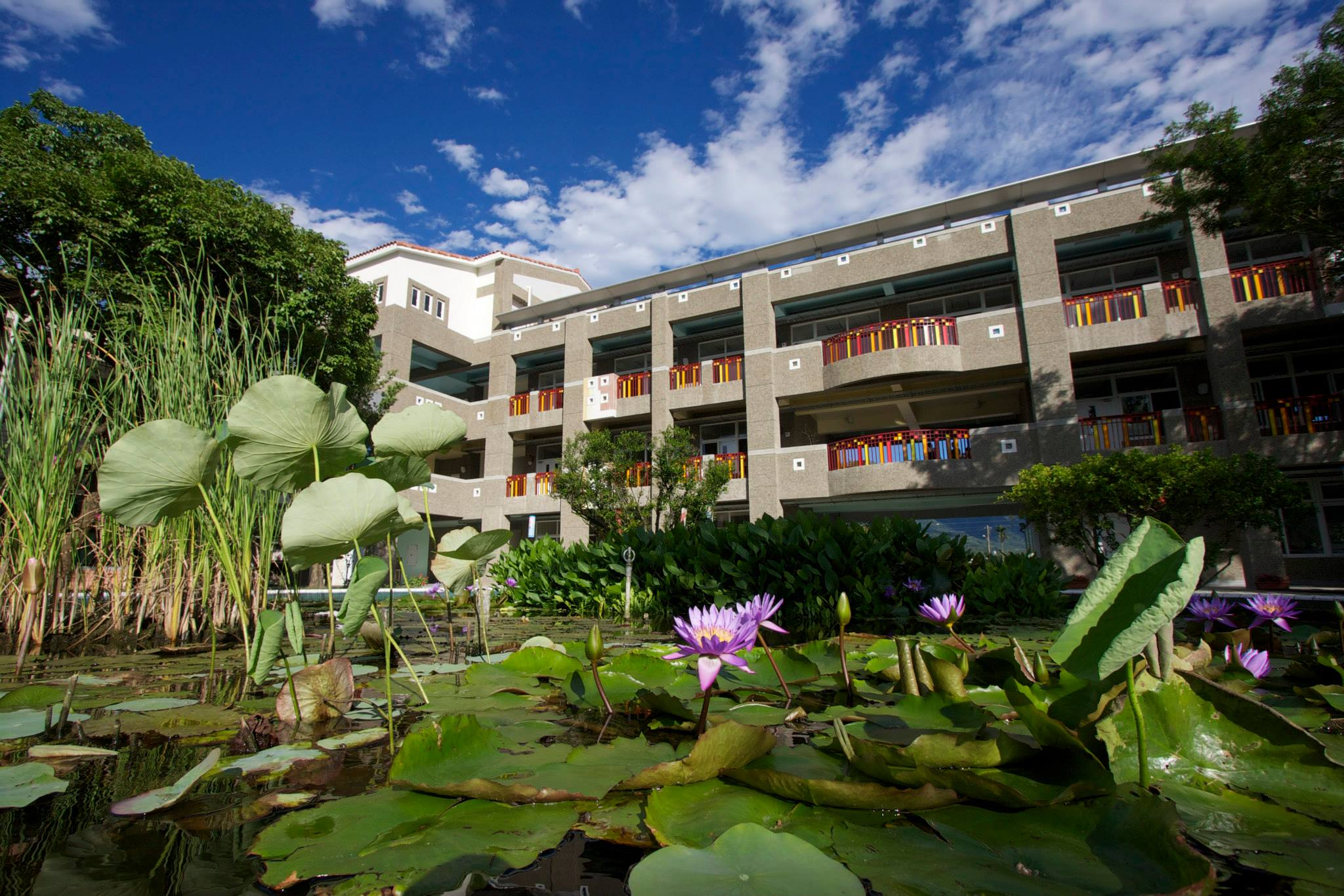
福原國小行政大樓

臺東縣福原國民小學，簡稱福原國小，成立於1913年。福原國小目前的校址位於台灣台東縣池上鄉中華路17號。根據2018年的統計，目前班級約為每年級1至2班，全校含幼兒園為12班，共約二百餘名學生。班級名稱取自八德。

## 校史
1913年4月1日，台灣正處於日本統治時期，當時的教育制度採「隔離政策」，將漢人、原住民和日本人分別設立不同體制的學校上課。原住民所就讀的學校稱為「蕃人公學校」，而1913年日本人在池上鄉設立的福原國小之初始即命名為「新開園蕃人公學校」。當時該校僅為四年制，且主要為推行日語（為方便統治）。至於其名稱由來，則是因為池上鄉原本是無人居住的荒野，僅有少數原住民以打獵維生，後來有人來開墾並定居，遂取名「新開園」。
由於當地土地肥沃，適合耕種，所以遷來開墾的居民日益增加，直到1927年4月，日人就將該校改為六年制的，並更名為「新開園公學校」，且增加了算術等科目。
1926年，臺東線鐵路開通後，由於池上車站的設立，池上（即現在的校址）的交通就較原本的校址所在地「新開園」便利，而且日人也在池上設立了「庄役場」（即鄉公所）、「警察衙門」（即派出所）等公共設施，遂於1936年4月將原校址遷至池上。同時也因為配合政府皇民化運動的關係，所以也將校名更為了「池上國民學校」。
當時學生之人數約三百人左右，漢人和原住民各占約一半。該校於1941年設立了萬安分教場。1945年，中華民國接管臺灣，政府為了方便區別校名，遂將萬安分教場更名為「萬安國民小學」，將池上國民學校更名為「福原國民小學」，兩校區即分為兩個學校。
該校於戰後，曾於1967年時達到班級共35班，學生達約1700人之多，但後來因為都市化的關係，鄉下的居民大多遷往都市，故現今的學校國小部僅剩10班，學生約200人。

## 外部連結
- （繁體中文）福原國小官方網站 （页面存档备份，存于）